# 碘化物
碘化物指含有碘离子（I−）的化合物， 包括以碘化铯为例的离子化合物以及以四碘化碳为例的共价化合物。大多数离子性碘化物都是可溶于水的，除了黄色的碘化银和砖红色的碘化汞。碘化铅微溶于冷水而可溶于热水，这一特性被用于“黄金雨”的实验。
检验碘离子时，先加入几滴酸以消除碳酸根离子的干扰，再加入硝酸铅或硝酸銀，若出现亮黄色的碘化銀或碘化铅沉淀，则可证明碘离子的存在。
碘在含碘离子的溶液中溶解度增大，原因是生成了下述的棕色I3−配离子：
I−(aq) + I2(s) ⇌ I3−(aq)

## 例子
常见的碘化物包括：
- 碘化氢 (HI)
- 碘化钠 (NaI)
- 四碘化碳 (CI4)
- 碘化银 (AgI)
- 三碘化氮 (NI3)

## 抗氧化剂应用
碘化物可作还原剂，还原体内过氧化氢之类的活性氧，以减少对机体的损害。蓝菌是最原始的发生光合作用的生物体，生活在超过三十亿年前。过氧化物酶和含高浓度碘的藻类（占1-3%干重）是地球上最早产生氧气的生物， 而碘化物的还原性正好可为它们提供保护，防止分子组件的氧化。

事实上，海洋中存在大量的碘化物，海洋生物链的基础（Algal phytoplankton）具有积累碘化物、硒以及n-3脂肪酸的功能。: 
碘化物的生物抗氧化机理
2 I− → I2 + 2 e− (电子) =  −0.54 Volt ;
2 I− + 过氧化物酶 + H2O2 + 2 酪氨酸 → 2  碘代酪氨酸 + H2O + 2 e− (抗氧化剂);
2 e− + H2O2 + 2 H+ (细胞内水溶液) → 2 H2O
减少活性氧的毒害：
2 I− + 过氧化物酶  +  H2O2 + 酪氨酸、组氨酸、脂类   -> 碘代化合物 + H2O  + 2 e− (抗氧化剂)
碘代化合物包括：碘代酪氨酸、碘代组氨酸、碘代脂类等等。

## 临床应用
>6 mg/日的碘化物可用于治疗甲状腺功能亢进，以减少甲状腺素（TH）从甲状腺释放出来。大剂量的碘化物会抑制甲状腺球蛋白的水解，因此TH只被合成并储存在colloid里，而不是释放到血液中。 
该治疗方法现今已很少使用，因为碘化物的使用会导致TH大量积累，减缓硫代酰胺的作用。 